# Den lille Hornblæser
Den lille Hornblæser er en dansk stum krigsfilm fra 1909 produceret af det aarhusianske filmproduktionsselskab Fotorama instrueret af Eduard Schnedler-Sørensen efter eget manuskript. Filmen er baseret på H.P. Holsts digt af samme navn fra 1849.

## Handling
Da der i 1848 udbryder krig mellem Danmark og Tyskland, får Christian fra det fattige Nyboder hyre som hornblæser. Stolt og fuld af iver forlader han København sammen med sin gamle far og fætrene Orla og Frants for at forsvare Slesvig mod den tyske fjende. En dag påtager Christian sig den farefulde opgave at aflevere en depeche om et tysk angreb på skansen nær Egå – en tur fuld af forhindringer og grumme afsløringer.
Filmen er en fortolkning af H.P. Holsts berømte digt fra og om treårskrigen. Titelrollen blev spillet af den debuterende Christel Holch, der på daværende tidspunkt var ansat ved Århus Teater. Efter et par roller hos Fotorama i Århus blev hun hyret af Nordisk Film og kom bl.a. til at spille over for selskabets største stjerne, Valdemar Psilander, i Elskovsleg (1914).

## Medvirkende
- Christel Holch - Christian, "den lille hornblæser"
- Frede Skaarup - Feltlægen
- Gunnar Helsengreen - Jens Daglykke
- Aage Bjørnbak
- Aage Schmidt
- Kai Lind